# Anstalten Viskan
Anstalten Viskan var en öppen anstalt i Viskan cirka fem mil väster om Sundsvall. Den öppnade 1971, hade 118 platser och 61 anställda.
Bland annat kunde man gå behandlingsprogrammen ROS, IDAP och Prime för Life. 
Anstalten Viskan stängdes den 1 september 2009.
Anstaltens nedläggning grundade sig på att lokalerna var i behov av renovering. Kostnaden för detta beräknades av fastighetsägaren och kriminalvården till omkring 300 miljoner kronor. Arbetstagarna vid anstalten uppdrog åt en löntagarkonsult att göra en kalkyl för renoveringen vilken uppskattade kostnaden till omkring 35 miljoner kronor.
Anstalten planerad att öppnas åter i början av 2025, men då som sluten anstalt (säkerhetsklass 2).